# Albert Semeniuk
Albert Semeniuk (ur. 31 maja 1967) – polski siatkarz występujący na pozycji środkowego, trener siatkarski.

## Kariera
Jest wychowankiem BBTS Bielsko-Biała. Seniorską karierę rozpoczynał w 1987 roku w Stali Stalowa Wola. W 1989 roku przeszedł do Górnika Łęczna, a w 1991 roku został zawodnikiem BBTS Bielsko-Biała. Z bielskim klubem awansował do I ligi, a w sezonie 1993/1994 zdobył również Puchar Polski. W 1994 roku wraz ze Zdzisławem Jabłońskim został wicemistrzem Polski w siatkówce plażowej. W 1996 roku został siatkarzem Gwardii Wrocław, z którą w 1998 roku awansował do I ligi. W sezonie 1999/2000 występował w Stali Nysa, po czym wrócił do Gwardii. W następnych latach grał również w BBTS Bielsko-Biała i Beskidzie Andrychów. Ogółem na najwyższym poziomie rozgrywek polskich rozegrał 230 spotkań.
W 2004 roku został zawodnikiem, a następnie grającym trenerem MKS Będzin (początkowo jako II trener). W 2009 roku zrezygnował z tej funkcji. W 2009 roku przeszedł do Górnika Siemianowice Śląskie, gdzie początkowo był zawodnikiem, a później również trenerem. W latach 2011–2013 był trenerem Spodka Katowice, a w 2013 roku został szkoleniowcem Aluronu Virtu Warty Zawiercie. W listopadzie 2014 roku został zwolniony z klubu. Aktualnie trenuje zespół z I ligi śląskiej (2018/2019) KS Volley Miasteczko Śląskie. KS Volley w sezonie 2017/2018 pod wodzą Semeniuka wygrało II ligę śląską.
Poza funkcjami trenerskimi pracował również jako policjant. Pełnił ponadto funkcję komisarza PlusLigi.